# Прері-В'ю (Канзас)
Прері-В'ю (англ. Prairie View) — місто (англ. city) в США, в окрузі Філліпс штату Канзас. Населення — 106 осіб (2020).

## Географія
Прері-В'ю розташоване за координатами 39°49′55″ пн. ш. 99°34′24″ зх. д. / 39.83194° пн. ш. 99.57333° зх. д. (39.832031, -99.573362).  За даними Бюро перепису населення США в 2010 році місто мало площу 0,38 км², уся площа — суходіл.

## Демографія
Згідно з переписом 2010 року, у місті мешкали 134 особи в 51 домогосподарстві у складі 41 родини. Густота населення становила 352 особи/км².  Було 72 помешкання (189/км²).
Расовий склад населення:
| - 95,5 % — білих |

До двох чи більше рас належало 4,5 %. Частка іспаномовних становила 0,7 % від усіх жителів.
За віковим діапазоном населення розподілялося таким чином: 32,1 % — особи молодші 18 років, 50,7 % — особи у віці 18—64 років, 17,2 % — особи у віці 65 років та старші. Медіана віку мешканця становила 35,5 року. На 100 осіб жіночої статі у місті припадало 119,7 чоловіків;  на 100 жінок у віці від 18 років та старших — 111,6 чоловіків також старших 18 років.
Середній дохід на одне домашнє господарство  становив 65 640 доларів США (медіана — 55 893), а середній дохід на одну сім'ю — 76 443 долари (медіана — 57 115). За межею бідності перебувало 13,1 % осіб, у тому числі 25,9 % дітей у віці до 18 років та 0,0 % осіб у віці 65 років та старших.
Цивільне працевлаштоване населення становило 82 особи. Основні галузі зайнятості: освіта, охорона здоров'я та соціальна допомога — 26,8 %, сільське господарство, лісництво, риболовля — 20,7 %, транспорт — 12,2 %, виробництво — 9,8 %.